# Automobiles De Clercq
Automobiles De Clercq ist ein französisches Unternehmen und ehemaliger Hersteller von Automobilen.

## Unternehmensgeschichte
Benoît De Clercq gründete 1987 das Unternehmen in Provins. Die Entwicklung von Prototypen begann. 1992 kam das erste Modell auf den Markt. Der Markenname lautete De Clercq. 2005 endete die Automobilproduktion. Das Unternehmen existiert weiterhin.

## Fahrzeuge
Das Modell P 47 A war ein zweisitziger Roadster im Stile der 1930er Jahre. Die Basis des Fahrzeugs bildete ein Rohrrahmen. Die Karosserie bestand aus Aluminium. Für den Antrieb standen verschiedene Einbaumotoren von Ford zur Verfügung. Der schwächste Motor war ein Vierzylindermotor und verfügte über 1800 cm³ Hubraum. Daneben gab es einen Cosworth-Motor mit 130 PS und einen V6-Motor mit 2900 cm³ Hubraum. Das Fünfganggetriebe kam ebenfalls von Ford. Der Verzögerung dienten vier Scheibenbremsen.